# Serralongue
Serralongue (katalanska: Serrallonga) är en kommun i departementet Pyrénées-Orientales i regionen Occitanien i södra Frankrike. Kommunen ligger i kantonen Prats-de-Mollo-la-Preste som tillhör arrondissementet Céret. År 2022 hade Serralongue 243 invånare.

## Befolkningsutveckling
Antalet invånare i kommunen Serralongue
| Referens: INSEE |